# Oleg (Mähren)

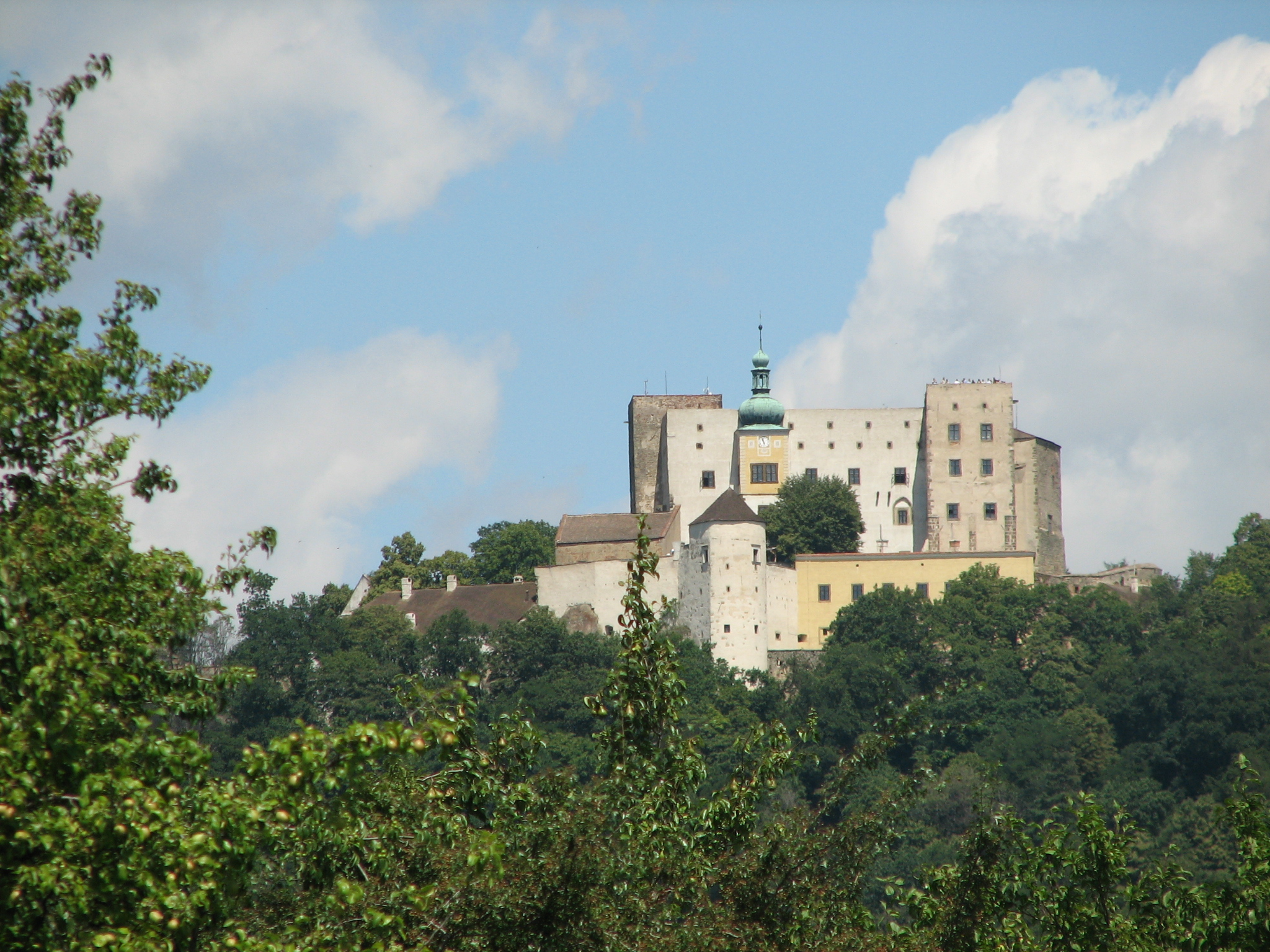
Die Burg Buchlov in der Region Zlín

Oleg (tschechisch Olgus, Volcus, auch Holcus) war ein legendarischer Fürst von Mähren (um 940–um 949). Er soll der Stammvater der Herren von  Zierotin gewesen sein.

## Überlieferung
Oleg wurde erstmals von Bartholomäus Paprocki im Zrcadlo slavného Markrabí moravského von 1593 erwähnt. Jan Amos Comenius berichtete in De origine baronum a Zierotin (um 1620) ausführlicher über ihn. Auch Tomáš Pešina erwähnte ihn in Mars Moravicus (1677).
In alten tschechischen und altrussischen Chroniken wurde er nicht erwähnt.
Die Darstellung kann auf realen Geschehnissen beruhen, sie kann aber auch freie Erfindung sein, um dem Geschlecht der Zierotin einen bedeutenden Vorfahren zu belegen.

## Identität
Oleg soll aus der Kiewer Rus gekommen und ein Sohn von Oleg gewesen sein, so Paprocki.
Oleg ist die altslawische Namensform des skandinavischen Namens Helgi. Sie kann von Warägern in der Rus, aber auch in Polen getragen worden sein. In dieser Zeit war es in der Rus und in Skandinavien allerdings unüblich, dass Söhne die gleichen Namen trugen wie ihre Väter, dafür aber in Böhmen und Mähren.
Nur ein Oleg ist für diese Zeit überliefert, der Oleg aus Kiewer Rus, sagenhafter Gründer der Kiewer Rus (soll um 850–912/922 gelebt haben). Möglicherweise sollte an diesen angeknüpft werden. Nachfahren sind von ihm nicht überliefert.
Jan Amos Comenius stellte Oleg als Sohn von Oleg (um 955–977) dar, was zeitlich nicht möglich ist. Die Identität von Oleg bleibt unklar.

## Geschichte
Oleg soll um 922 (940?) Fürst von Mähren geworden sein. Sein Hauptsitz war Velehrad. Sein Herrschaftsgebiet umfasste auch das ehemalige Fürstentum Nitra. Oleg soll sich ungarischer Angriffe erwehrt haben. Velehrad wurde erobert, Oleg musste nach Olmütz gehen. Um 945/949 wurde er auch von dort vertrieben. Er ging nach Polen zu „Zemumuizl“ oder zurück in die Rus.